# Euglandina rosea
La lumaca lupo (Euglandina rosea (Férussac, 1821)) è un mollusco gasteropode della famiglia Spiraxidae.
È stata inserita nell'elenco delle 100 tra le specie invasive più dannose al mondo.

## Descrizione
È dotata di un guscio di grandi dimensioni (fino a 76 mm di altezza e 27,5 mm di diametro) con un colore che varia dal marrone al rosa pallido, e dalla forma affusolata ed è carnivora.

## Biologia

### Alimentazione
La lumaca lupo è un predatore veloce e vorace che caccia inseguendo la preda attraverso le secrezioni lasciate da altre specie, in boschi, strade e giardini urbani. Solitamente caccia specie di dimensioni inferiori, ma non disdegna di attaccare anche lumache più grandi.

### Riproduzione
Vive fino a 24 mesi, ed è un ermafrodita insufficiente, ovvero possiede sia l'apparato maschile, sia femminile, ma per la riproduzione necessita dell'intervento di un suo consimile. Durante la riproduzione depone circa 25-35 uova all'interno di una buca poco profonda nel terreno che poi si schiudono dopo 30 o 40 giorni.

## Distribuzione e habitat
Questa specie è originaria del Nord America tropicale, tuttavia è diventata una specie invasiva in molti luoghi, ed è stata inserita nell'elenco delle 100 tra le specie invasive più dannose al mondo.
Questo carnivoro è stato introdotto a partire dal 1950 nelle Hawaii come mezzo di controllo biologico per contrastare la diffusione incontrollata della lumaca gigante africana (Lissachatina fulica). Tuttavia, come risultato pare che questa abbia attaccato fortemente le lumache endemiche del genere Partula, causandone l'estinzione di alcune specie, già a partire dal primo anno di introduzione del predatore. Ad oggi,  Euglandina rosea continua a rappresentare una minaccia persistente per la fauna locale.